# Bohultasjön (Tofteryds socken, Småland)
Bohultasjön är en sjö i Vaggeryds kommun i Småland och ingår i Lagans huvudavrinningsområde. Bohultasjön ligger i Skillingarydsfältet Natura 2000-område.